# Weltmeisterschaften der Rhythmischen Sportgymnastik 2017
Die 35. Weltmeisterschaften der Rhythmischen Sportgymnastik fanden vom 30. August bis zum 3. September 2017 in Pesaro in Italien statt.

## Siegerinnen
| Disziplin                        | Gold | Silber | Bronze                                                                                     |
| -------------------------------- | --- | --- | ------------------------------------------------------------------------------------------ |
| Mehrkampf-Mannschaft             | Russland Marija Tolkatschowa Anastassija Tatarewa Xenija Poljakowa Jewgenija Lewanowa Anastassija Blisnjuk Marija Krawzowa | Bulgarien Laura Traats Madlen Radukanowa Simona Djankowa Elena Binewa Teodora Aleksandrowa                                 | Japan Sayuri Sugimoto Ayuka Suzuki Nanami Takenaka Kiko Yokota Mao Kunii Rie Matsubara     |
| Reifen                           | Dina Awerina | Arina Awerina | Kaho Minagawa                                                                              |
| Ball                             | Arina Awerina | Dina Awerina | Newjana Wladinowa                                                                          |
| Keulen                           | Dina Awerina | Kazjaryna Halkina | Arina Awerina                                                                              |
| Band                             | Arina Awerina | Dina Awerina | Linoy Ashram                                                                               |
| Mehrkampf-Einzel                 | Dina Awerina | Arina Awerina | Linoy Ashram                                                                               |
| Gruppe-Mehrkampf mit einem Gerät | Italien Martina Centofanti Alessia Maurelli Beatrice Tornatore Martina Santandrea Agnese Duranti Anna Basta                | Russland Xenija Poljakowa Marija Tolkatschowa Anastassija Tatarewa Jewgenija Lewanowa Anastassija Blisnjuk Marija Krawzowa | Japan Sayuri Sugimoto Ayuka Suzuki Nanami Takenaka Rie Matsubara Kiko Yokota Mao Kunii     |
| Gruppe-Mehrkampf mit 2 Geräten   | Russland Marija Tolkatschowa Anastassija Tatarewa Jewgenija Lewanowa Anastassija Blisnjuk Marija Krawzowa                  | Japan Sayuri Sugimoto Ayuka Suzuki Nanami Takenaka Rie Matsubara Kiko Yokota                                               | Bulgarien Laura Traats Madlen Radukanowa Simona Djankowa Elena Binewa Teodora Aleksandrowa |

### Medaillenspiegel
| Rang | Nation    | Gold | Silber | Bronze | Gesamt |
| ---- | --------- | ---- | ------ | ------ | ------ |
| 1    | Russland  | 7    | 5      | 1      | 14     |
| 2    | Italien   | 1    | -      | -      | 2      |
| 3    | Japan     | -    | 1      | 3      | 3      |
| 4    | Bulgarien | -    | 1      | 2      | 2      |
| 5    | Belarus   | -    | 1      | -      | 4      |
| 6    | Israel    | -    | -      | 2      | 1      |